# かつみ
『かつみ』は矢口高雄による日本の漫画作品。『少年サンデー』（小学館）にて1977年3号から同年36号にかけて断続的に掲載された。奥羽山脈の山間の小さな村に暮らす高校生森田かつみを通して、雪深い農村における生活が描かれている。

## あらすじ
正月休み
かつみの家は奥羽山脈の山あいの小さな村であり、冬には2mもの積雪となる豪雪地帯である。父親の正蔵は東京に出稼ぎに行っており、雪下ろしと雪かきは母親とかつみの仕事となる。かつみがこころ待ちしていた正蔵が正月休みに帰ってくる。出稼ぎ先で知り合い、田舎暮らしが体験したいと付いてきた北川という青年と一緒である。北川はかつみには赤いブーツ、母親にはハンドバッグをお土産に持ってきており、正蔵は立場がないとこぼす。
やまびこ
北川はやまびこと呼ばれるきれいな黄緑色の物体を見て、木の実ではないかと推測するが、祖母のナツはウスタビガの繭だと教える。その夜、村では火事があり、雪で閉ざされた家で、かつみにヤマビコをくれた子供たちは焼死する。
バカねーちゃんとマジック
春になり雪の消えたところでは福寿草が咲き、フキノトウが顔を出す。かつみと政治は、北川をユキシロヤマメ釣りに招待する。釣り名人の政治とかつみはバカねーちゃん（4月1日が誕生日のため）、マジック（政治の名前から）と呼び合い、上流のポイントで政治は次々と大物を釣り上げる。
農作業が始まる
こぶしが咲く頃、出稼ぎに行っていた人たちが帰省する。水田の一部から雪を除いて、三早栽培の苗代づくりが始まる。北川は百姓としての第一歩となる作業に精を出す。アバはころんだ拍子にぎっくり腰で動けなくなり、政治はアバを腹ばいにして腰のあたりに飛び乗る。この衝撃でアバの腰は元に戻る。
ツバメ
森田家では正蔵も正も出稼ぎから戻り、苗代づくりの最中である。種籾に土をかけ、ビニールシートをかけ、縄でしっかり固定して苗代は完成する。かつみの家では2羽のツバメが去年の巣を補修している。かつみはツバメの足輪の文字から連絡を取り、このツバメが浜名湖の越冬ツバメであることが確認される。
耕耘機
5月になると若葉が村の景色を鮮やかに変え、キジバトが鳴き出す。一冬分の出稼ぎは新しい耕耘機となり、アバが欲しいといっていたステンレスの流し台と新しい風呂桶は後回しとなり、夫婦げんかの種となる。北川は大型免許も持っており、初めての耕耘機を使いこなし、勢い余って畦まで壊してしまう。
鳥海号
北川は畦の大敵のモグラを見つけ、穴をつついて蛇を出してしまう。北川があわてて放り上げた蛇に鷹が襲いかかる。鷹は蛇を田んぼに押さえつけ、食べ始める。そのとき合図があり、鷹は若い女性の腕に止まる。かつみは彼女を鷹殿のあい子と呼び、あい子は鳥海号を紹介する。
タバコする
この地域では農作業の合間に休憩をとることを「タバコする」という。かつみが政治といっしょにおやつを持ってやってくる。水のない田んぼにむしろを敷いて、お茶をいただく。アバは北川にガッコ（大根の漬け物）を勧めるが、北川はさきほどのショックで食欲がない。
パタパタ
荒起しの済んだ田んぼには水が入れられ、代掻き、畦の補修、田んぼの表面をならして、いよいよ田植えである。今年は大事な型押し作業をかつみが担当し、失敗はあったものの、以外と器用に型車を押していく。北川は初めての田植えで中腰の姿勢を長く続け、腰を伸すときの痛みに声を上げる。
山菜採り
北川はかつみと政治に連れられ山菜採りに参加し、ヒデコ、アイコ、ボンナの山菜トリオを紹介される。蕗の葉を半折りして谷川の水をすくうことを教えられる。北川は足をマムシにかまれ、あい子が傷口を吸い、応急手当をする。北川はショックのあまり寝込んでしまい、うわごとであい子の名を呼ぶ。
あい子
翌日、北川は快復し、あい子の家に挨拶にいくが、あい子の父親の機嫌は悪い。二人は神社の境内まで歩き、北川は明日もここで待っていますと告げる。翌日、あい子からアリジゴクの説明をしてもらい、北川が手を握ろうとすると、あい子に調子さのるでねえだと平手打ちをくう。
恋心を歌に
北川はあい子への恋心を表現しようと、何年かぶりに作詞・作曲に没頭する。かつみがそれを見て、北川がただ者ではないことを理解し、福永が話してくれた2、3年前に突然姿を消した大物シンガー・ソングライターを思い出す。
ボブ・川喜多
政治と北川は裏の沢で釣ったイワナを鳥海号のエサとして訪問するが、父親は娘に近づくな、あい子には縁談が進んでいると告げる。北川の机を開けたかつみはボブ・川喜多名義の通帳の残高に驚く。北川は歌の世界から身を引いた理由を説明し、さらに、あい子さんには婚約者がいるのであきらめると続ける。
別れ
かつみはあい子からの手紙を差し出す。神社の境内で待つ北川の背に駆け寄ったあい子は、好きですと口にし、2人は抱き合う。しかし、北川のことを週刊誌の記者が嗅ぎつけ、森田家にやってくる。ほとぼりが冷めたら必ずこの村に戻ってくる言い残し、北川とあい子は駅に向かう。森田家では記者のしつこさに腹を立てた正蔵が鎌を振りかざして撃退する。正蔵はあんないいやつがいなくなるなんてと嘆き、かつみはきっと帰ってくるよと慰める。かつみはアバに北川のために新調した浴衣をそのままにしておいてと告げ、政治はそのやりとりを線香花火を見ながら聞き入っている。

## 登場人物
森田 かつみ（もりた かつみ）
本作の主人公で高校生。森田家の末っ子で母親に似て勝ち気な性格の持ち主。4月1日生まれのため政治からは「バカねーちゃん」と呼ばれている。
森田 正蔵（もりた しょうぞう）
かつみの父で森田家の大黒柱。冬期は出稼ぎに行っており、正月の帰省時に北川を連れてくる。
森田 ■（もりた ■）
かつみの母で森田家の山の神。なぜか作品中には名前がないのでこのページのあらすじでは「アバ」で代用している。
森田 正（もりた ただし）
森田家の長男。冬期は出稼ぎに行っており、田植えの時期には戻ってくる。両親の毎日の口げんかをスポーツのようなものと北川に伝える。
森田 ナツ（もりた なつ）
かつみの祖母。
北川 育夫（きたがわ いくお）
田舎暮らしにあこがれ、正蔵と一緒に森田家にやってきてそのまま居着く。当座の下宿代として30万円を手渡す。
政治（まさじ）
かつみの年下の親友、通称はマジック。家はかつみののとなりで渓流釣りの名人。
あい子（あいこ）
鷹匠の娘。愛鷹の鳥海号をよく肩に止まらせている。

## 評価
山下秀秋は矢口高雄の漫画で好きな作品に本作を挙げている。そのことを矢口本人に伝えると、嬉しそうに本作の色紙を描いたという。本作との関わりは不明であるが、矢口の妻の名前は「かつみ」である。

## 書誌情報
- 矢口高雄『かつみ』小学館〈少年サンデーコミックス〉、全3巻 - 初版にはISBNがない。
  1. 1977年11月初版発行[4]
  2. 1978年初版発行
  3. 1978年2月初版発行[5]
- 矢口高雄『かつみ』朝日ソノラマ〈Sun wide comics〉、全2巻
  1. 1985年1月初版発行[6]、ISBN 4-257-96059-0
  2. 1985年12月初版発行[7]、ISBN 4-257-96062-0